# Monastero di Santa Chiara (San Secondo Parmense)
Il monastero di Santa Chiara è stato un monastero di monache clarisse sorto a San Secondo Parmense, in provincia di Parma nel XVIII secolo.

## La storia
Durante il lungo marchesato di Federico II de' Rossi, più precisamente all'inizio del XVIII secolo, San Secondo fu caratterizzato da un notevole sviluppo edilizio che interessò soprattutto le architetture religiose. A quegli anni, infatti, risale l'erezione dell'Oratorio del Riscatto e il notevole ampliamento della Collegiata della Beata Vergine Annunciata che la portò alle dimensioni odierne. Proprio in quel periodo di fermento religioso, nella piazza del Mercato prospiciente l'Ospedale della Misericordia ormai in via di completamento sorse un monastero dedicato Santa Chiara.

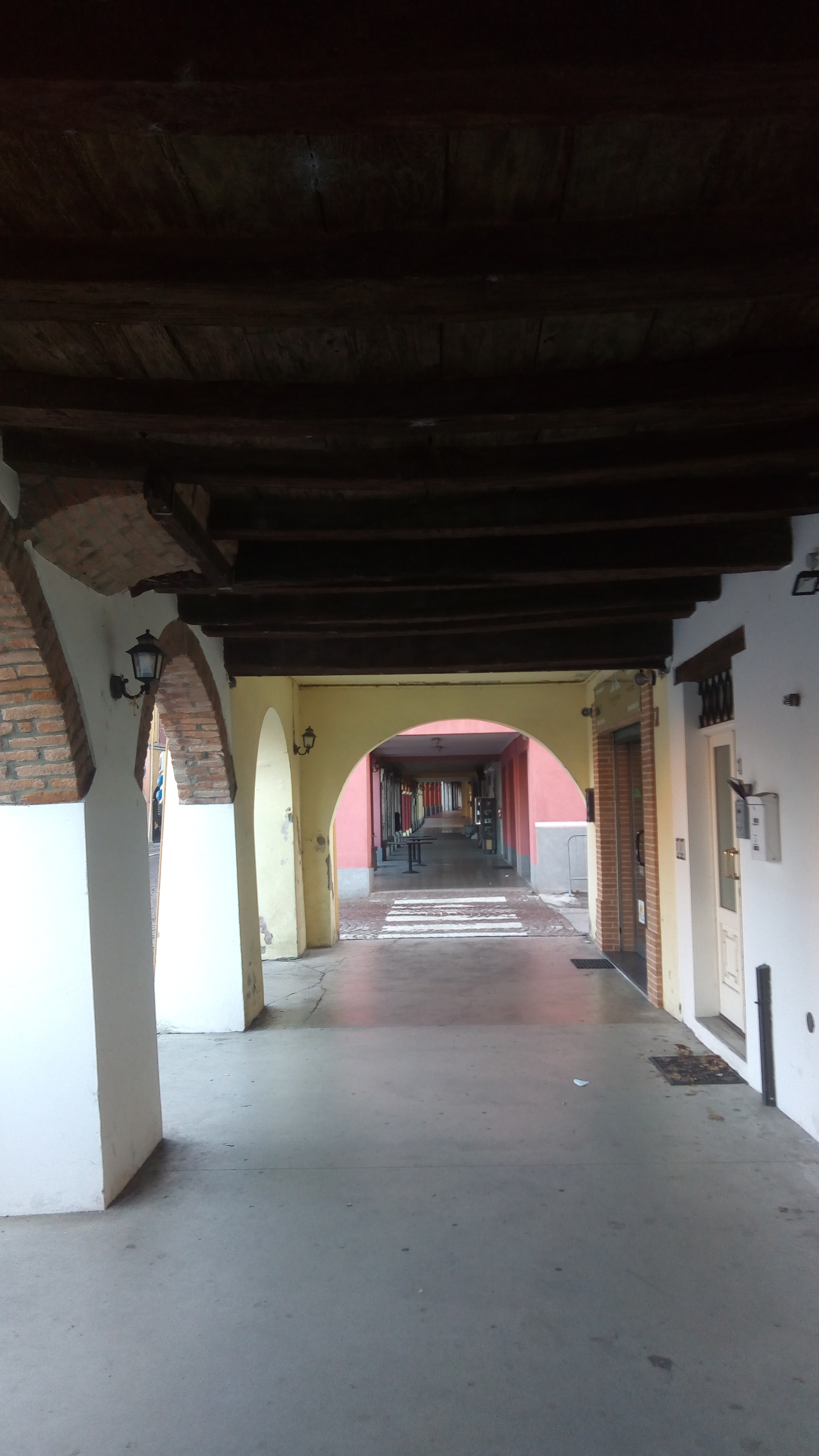
Porticato dell'ex monastero, in primo piano la parte con il soffitto ligneo

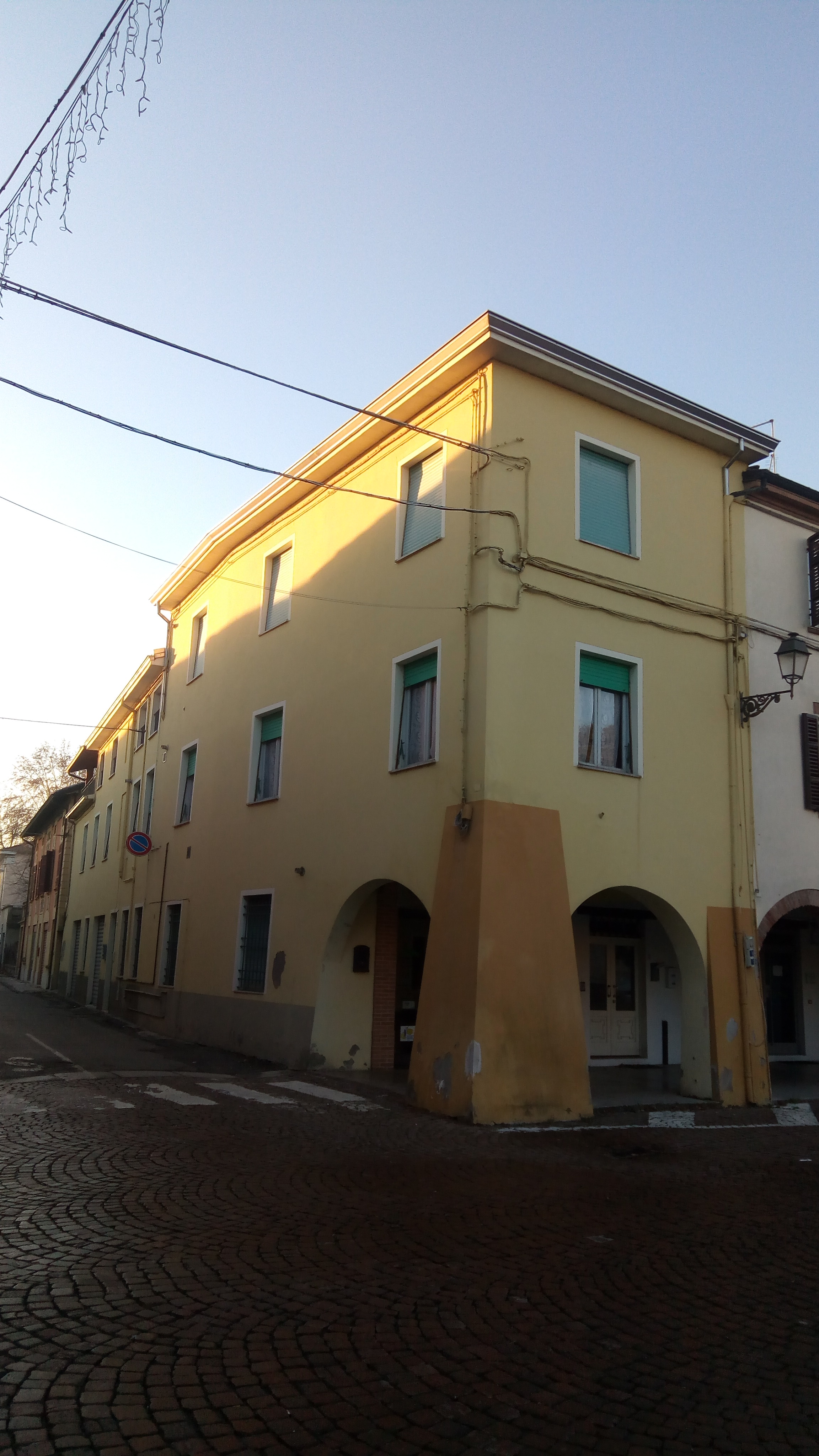
Il lato lungo dell'ex monastero sviluppato lungo la via per Soragna

Per volere di un'appartenente all'ordine di nome Sinforosa Rainieri, orfana di genitori, venne infatti insediato un reclusorio di religiose Clarisse del terzo Ordine di San Francesco nel 1713.Il monastero sorse in un edificio già esistente di sua proprietà all'angolo sud ovest della piazza del mercato, avente un lato lungo la strada che portava a Soragna. Unitamente alla casa, Suor Sinforosa donò al convento quattro ettari di terreno con annessa casa colonica in località Corticelli.
Inizialmente il convento era abitato da un nucleo ristretto di tre o quattro monache che dipendevano dal Convento degli Zoccolanti, dove erano insediati i Minori Osservanti di Santa Maria delle Grazie. Non tennero mai una regola ferrea di clausura anche se da un atto rogato del notaio Giuseppe Fossa datato 1 giugno 1740 risulta che le religiose si era date la regola della clausura sin dall'anno precedente e tale regola venne comunque mantenuta sino alla soppressione Napoleonica degli Ordini religiosi del 1805.
Dal 1805 l'ex convento venne adibito a scuola femminile del paese. Successivamente diviso in almeno due parti distinte e private venne adibito ai primi piani a struttura residenziale mentre nella zona porticata si insediarono alcune attività artigiane e commerciali che, pur mutando nella proprietà e nella tipologia negli anni, sono presenti tutt'oggi.

## Descrizione
Il convento si presentava di grandi proporzioni con una lunga ala parallela alla via per Soragna, con due ali interne e porticato sulla parte affacciata alla piazza, nel complesso occupava cinque arcate di portici.
Della struttura originaria si è conservata la muratura esterna, l'ala lungo la via per Soragna e il porticato, in parte sorretto da travi in legno. Anche dall'immagine satellitare si può notare la pianta originaria del convento suddivisa in più unità abitative.